# Василина Мирослав Михайлович
Миросла́в Миха́йлович Васили́на (14 жовтня 1949, с. Кибляри, Ужгородський район, Закарпатська область) — український правоохоронець, кандидат юридичних наук, доктор педагогічних наук, професор, генерал-майор, заслужений юрист України.

## Біографія
Працював токарем Ужгородського машинобудівного заводу, служив у радянській армії, повернувся знов до праці на завод.
З 1973—1984 рік служив в УКДБ УРСР в Закарпатській області — пройшов від молодшого до старшого оперуповноваженого відділу контррозвідки.
З 1984 по 1992 рік працював в КДБ УРСР м. Києві на посадах старший оперуповноважений, начальник напрямку, заступник начальника відділу 2 управління контррозвідки КДБ УРСР. Водночас у травні 1986 року брав участь у складі оперативно-слідчої групи КДБ СРСР з ліквідації наслідків на Чорнобильській АЕС. Є учасником ліквідації наслідків на Чорнобильській АЕС 2 категорії.[джерело?]
У січні 1992 після проголошення незалежності України керівництвом Служби безпеки України призначений на посаду заступника начальника управління СБУ в Закарпатській області де брав активну участь у переатестації особового складу та формуванні підрозділів, а надалі займався організацією оперативно-службової діяльності особового складу управління. З 1995 по травень 1998 року — начальник управління СБУ в Сумській області.
З 1998 року працював на посаді проректора Національної академії СБ України. В 1999 році захистив дисертацію і отримав науковий ступінь кандидата юридичних наук. В 2005 році захистив докторську дисертацію і здобув науковий ступінь доктора педагогічних наук та йому було присвоєно вчене звання професора.
Автор та співавтор понад 70 наукових праць[джерело?] з проблем державної безпеки, кримінального процесу, криміналістики, підготовки співробітників, науково-педагогічних кадрів органів та військ СБУ, зокрема, «Контрабанда: кваліфікація та досудове розслідування в органах Служби безпеки України», «Психолого-педагогічні основи професійної діяльності оперативних співробітників Служби безпеки України» тощо. 
З 2007 року по 2009 рік — голова експертної ради ВАК України з питань національної безпеки[джерело?]. 2007—2008 рік — начальник управління СБУ у Волинській області.
2008—2009 рік — начальник управління СБУ в Полтавській області.
2009—2012 рік — організовував роботу з безпеки «Західінкомбанку» та Миколаївського глиноземного заводу[джерело?].
В період з 2012-2015 рік займався викладацькою та науковою діяльністю в Національній академії СБ України.
2016 року[відсутнє в джерелі] — заступник Генерального директора з питань безпеки ПрАТ «Датагруп».

## Освіта
Закінчив Вищу Червонопрапорну школу КДБ СРСР — юрист-правознавець.
Кандидатська дисертація: «Розслідування контрабанди» (1999)[джерело?].
Докторська дисертація: «Акмеологічні основи управління розвитком професіоналізму викладачів вищих спеціальних навчальних закладів» (2005).

## Сім'я
Батько — Михайло Михайлович (1915—1991). Мати — Марія Іванівна (1921—1984). Дружина — Емма Карлівна (1949). Син — Сергій (1973) — адвокат, дочка — Маріанна (1975) — нотаріус, внучка — Мирослава (1998) — студентка юридичного факультету Київського Національного університету імені Т. Г. Шевченка.

## Нагороди та відзнаки
2007 рік — Почесне звання «Заслужений юрист України»
Нагороджений понад двадцятьма державними та відомчими нагородами, у тому числі «Заслужений юрист України», «Почесна відзнака Служби безпеки України»,  нагрудним знаком «Почесна відзнака Національної академії Служби безпеки України», «Хрест доблесті» I і II ступенів, заохочувальними відзнаками Збройних сил України, Міністерства внутрішніх справ та Прикордонної служби України.